# Maku (Verwaltungsbezirk)
Maku (persisch ماکو) ist ein Schahrestan (persisch شهرستان) in der iranischen Provinz West-Aserbaidschan. Er enthält die Stadt Maku, welche die Hauptstadt des Verwaltungsbezirks ist. 

## Demografie
Bei der Volkszählung 2016 betrug die Einwohnerzahl des Schahrestan 94.751. Die Alphabetisierung lag bei 84 Prozent der Bevölkerung. Knapp 60 Prozent der Bevölkerung lebten in urbanen Regionen.
| Zensusjahr | Einwohnerzahl |
| ---------- | ------------- |
| 2011       | 88.863        |
| 2016       | 94.751        |